# Ким (Брянская область)
Ким — деревня в Жуковском районе Брянской области, в составе Ходиловичского сельского поселения. 
 Расположена в 3 км к северо-западу от деревни Косилово. Население — 1 человек (2010).

## История
Возникла в начале XX века как выселки из деревни Косилово; первоначально называлась Крутой Ложок (Крутой Лог). Современное название с 1964 года (в честь Коммунистического интернационала молодёжи). До 2005 входила в Косиловский сельсовет.
| Годы      | 1926 | 1979 | 1989 | 2002 | 2010 |
| --------- | ---- | ---- | ---- | ---- | ---- |
| Население | 136  | 101  | 62   | 39   | 1    |